# Solanum viarum
Solanum viarum är en potatisväxtart som beskrevs av Michel Félix Dunal. Solanum viarum ingår i släktet skattor som ingår i familjen potatisväxter. Inga underarter finns listade i Catalogue of Life.

## Bildgalleri

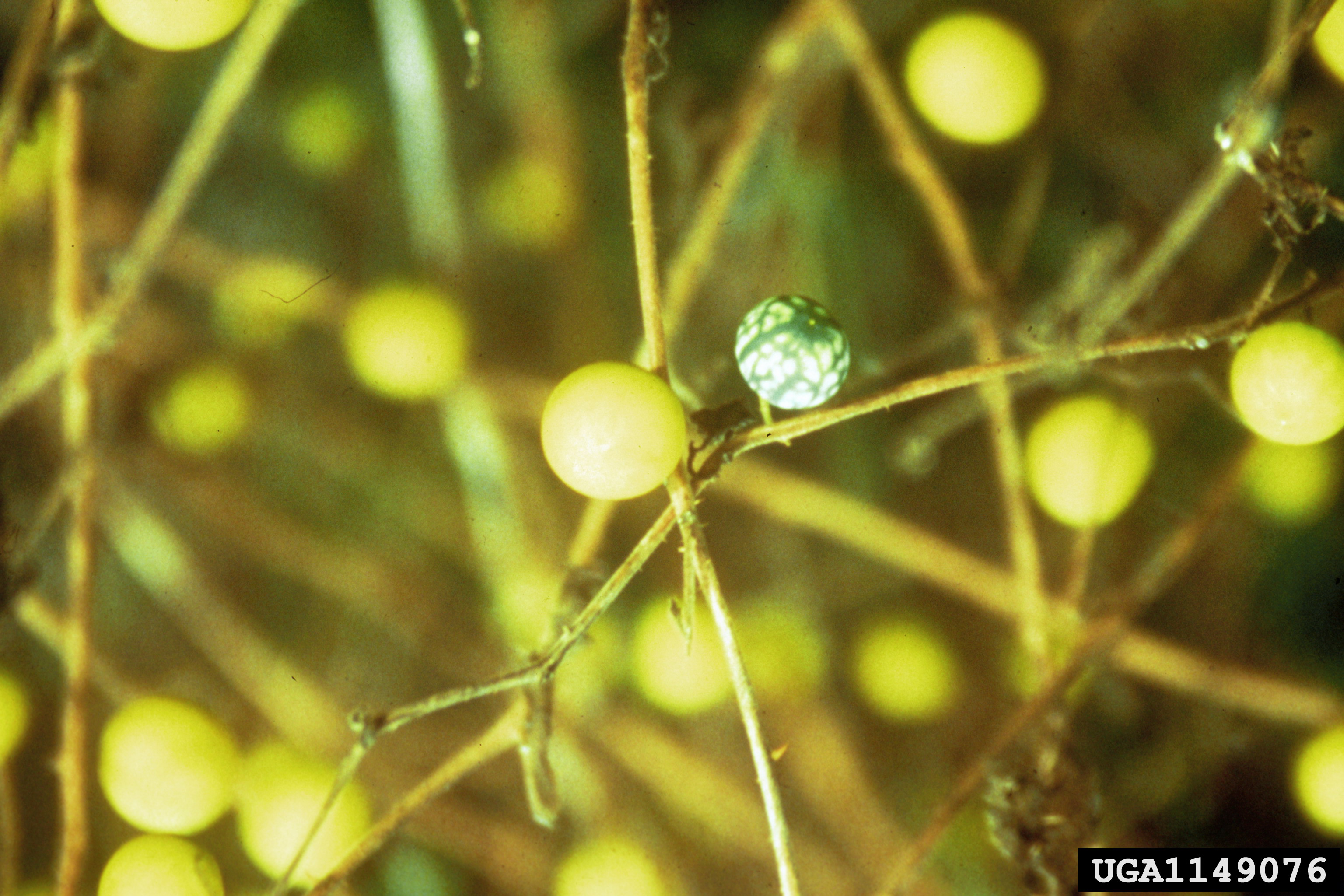
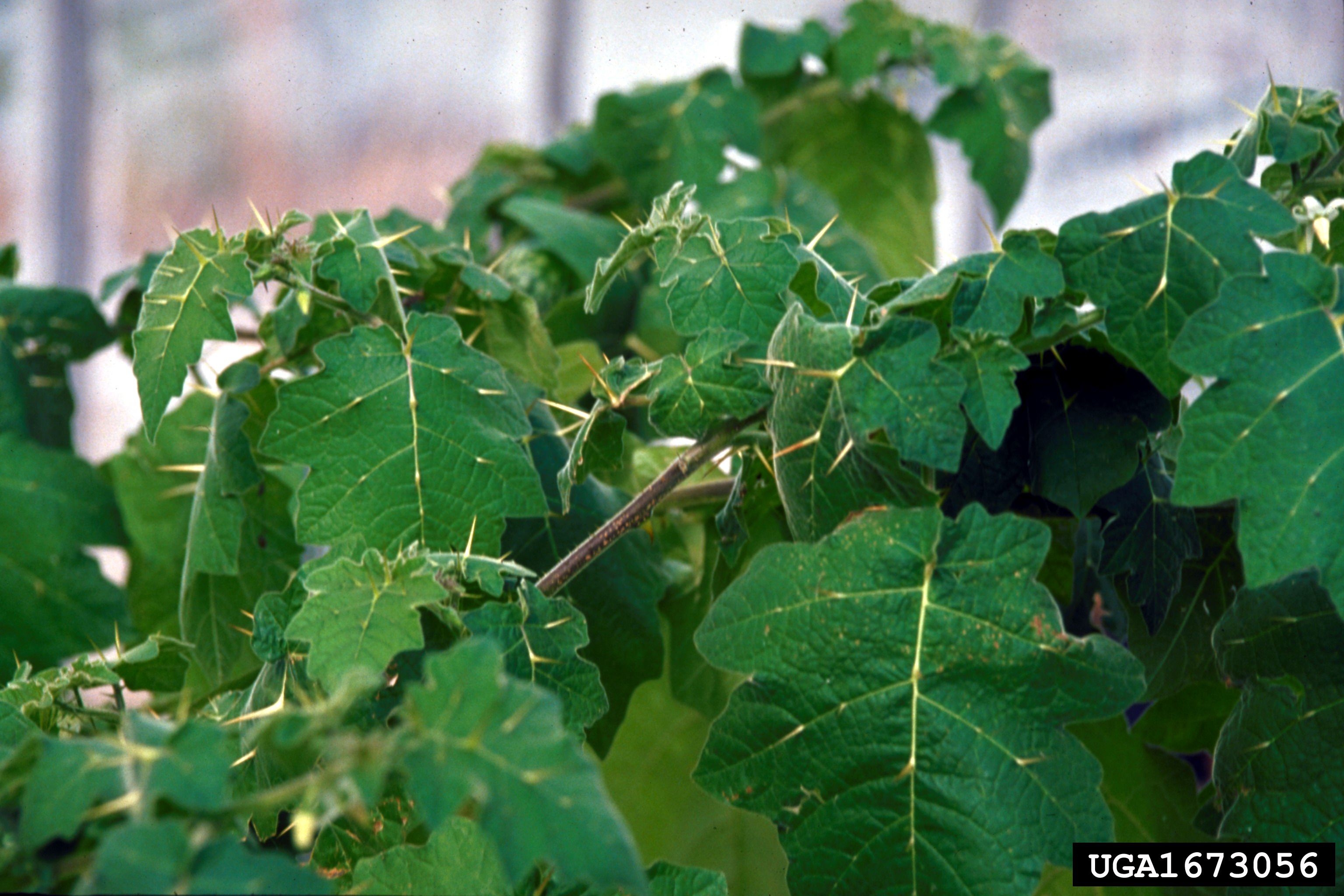
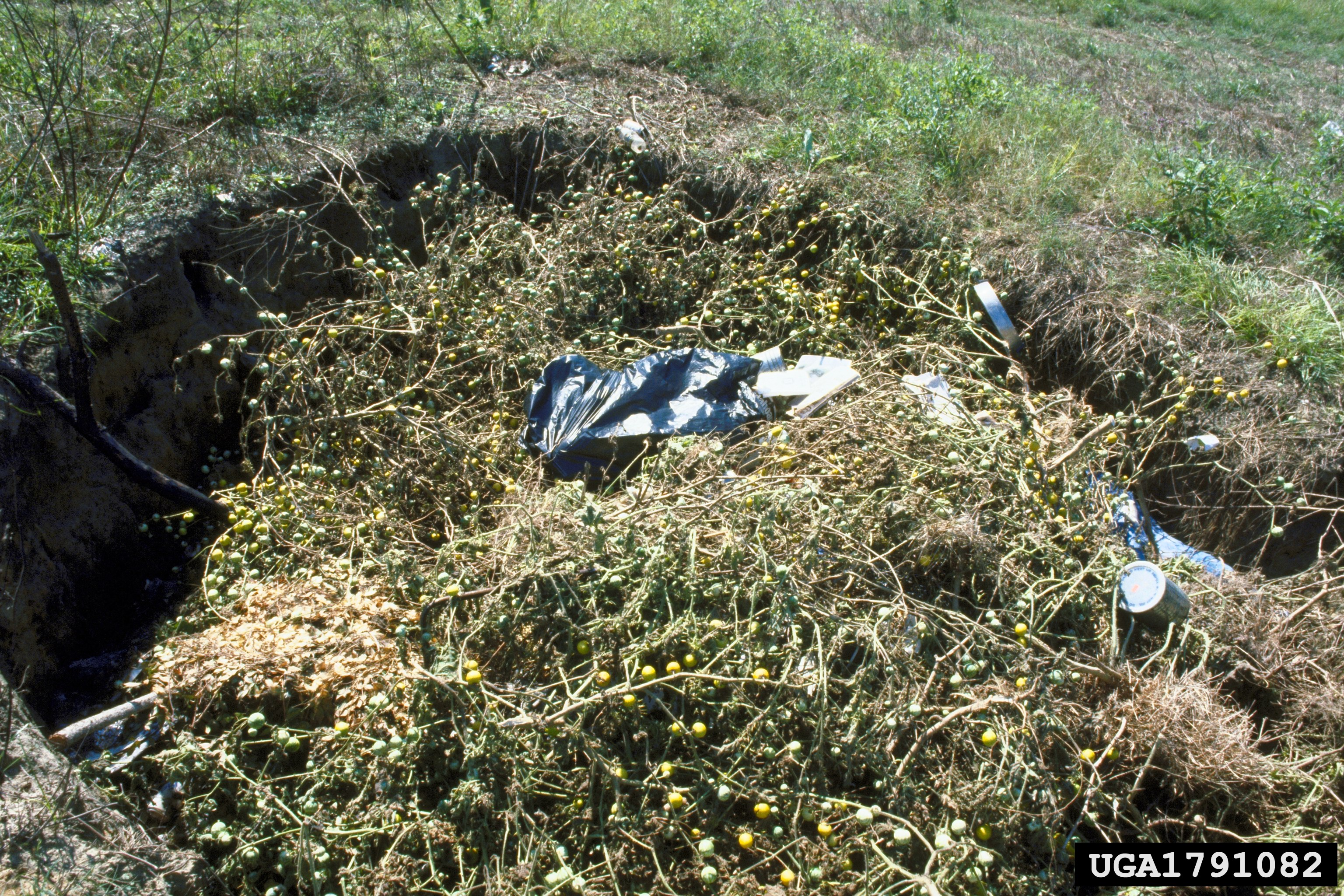
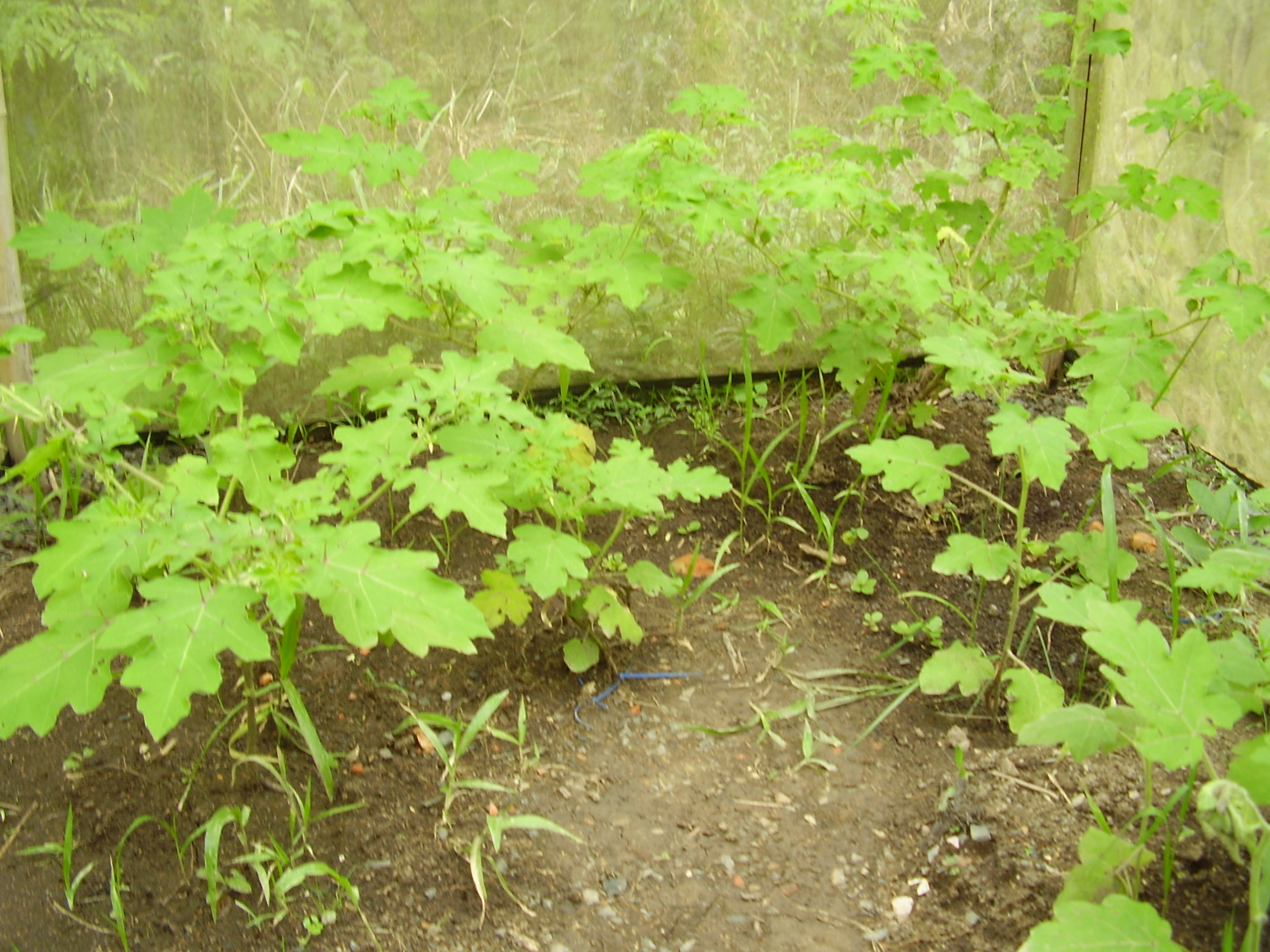
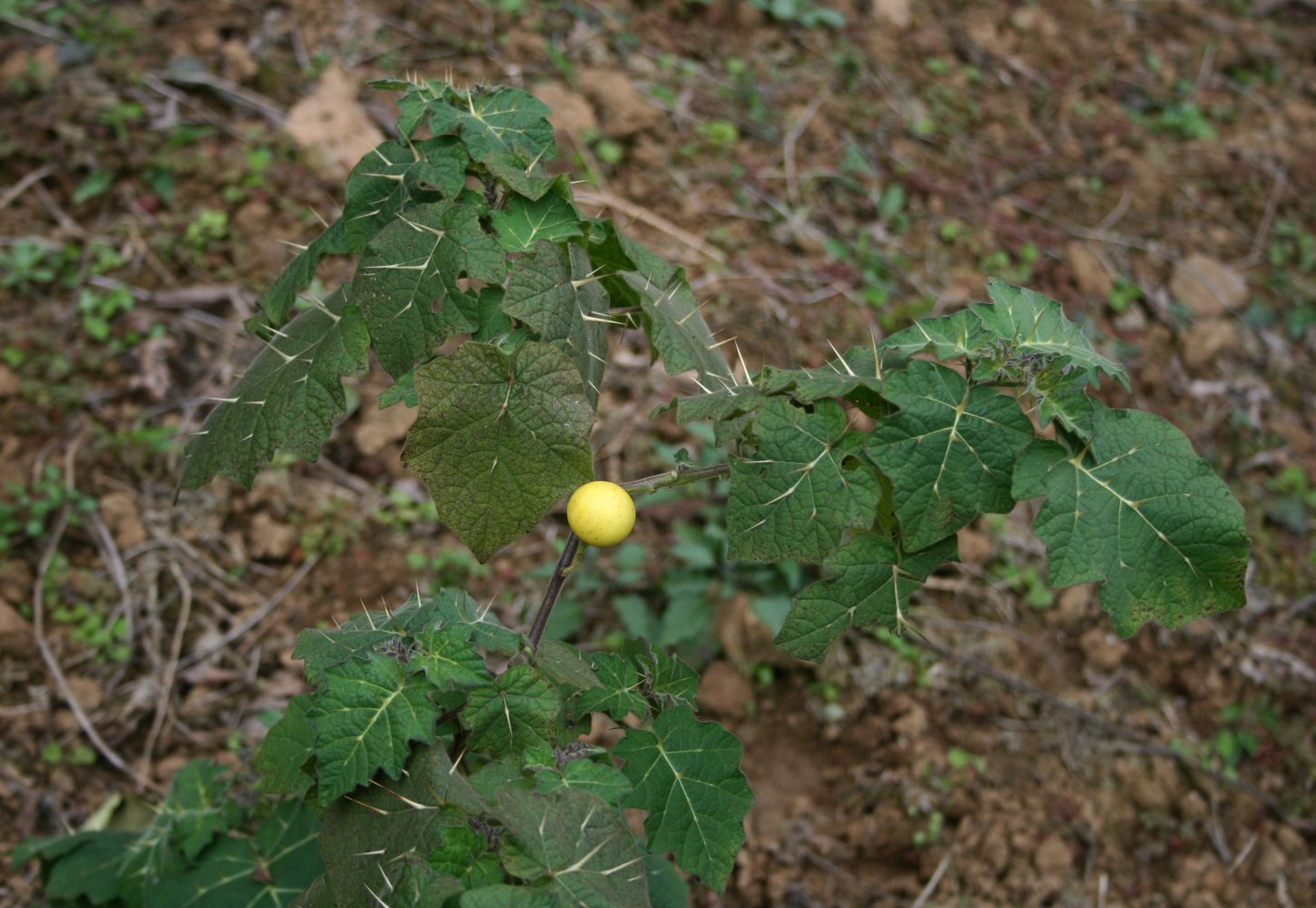